# Lissabon Wuppertal Lisboa
Lissabon Wuppertal Lisboa ist ein portugiesischer Film des Regisseurs Fernando Lopes über Pina Bausch aus dem Jahr 1998. Er dokumentiert die Arbeit des Tanztheaters Pina Bausch an einem neuen Stück in Lissabon, aus dem Masurca Fogo entstand.

## Handlung
Im Rahmen des 100-Tage-Festivals zur Expo 98 in Lissabon folgte Pina Bausch einer Einladung und arbeitete drei Wochen lang ein neues Stück aus. Das Ergebnis aus den verschiedenen Charakteren, die durch die Leitung Pina Bauschs zusammenfanden, war Masurca Fogo, und die Arbeit dazu dokumentierte der Filmregisseur Fernando Lopes.

## Rezeption
Die Dokumentation wurde bei RTP2, dem zweiten Kanal des öffentlich-rechtlichen portugiesischen Fernsehens RTP gezeigt. Sie wurde in der Folge auch international aufgeführt. Die Kritik lobte den Film, besonders die poetische Herangehensweise. Lopes zeigt die Hände, den Nacken, die Schulter von Pina Bausch, die die Tänzer bei ihrer Arbeit beobachtet, rigoros und großzügig gleichermaßen. Ein Kritikpunkt war dabei diese ausschließlich beobachtende Haltung des Regisseurs. Den tanzinteressierten Zuschauern fehlten mehr objektive Informationen; auch hätten sie gerne mehr Szenen mit konkreten Anweisungen und Eingriffen von Pina Bausch gesehen. Lopes dokumentiert hier nicht detailliert die Arbeit des Tanztheaters, sondern lässt den Zuschauer dabei zusehen. Sein Augenmerk gilt den Bildern und der Atmosphäre.
Der Film wurde 2006 von Midas Filmes, als Doppeledition zusammen mit Fernando Lopes’ Dokumentation über Alexandre O’Neill, auf DVD veröffentlicht. Beide Filme verbindet ein poetischer Ansatz, und der dazu passende, von Amália Rodrigues gesungene Fado „Gaivota“.